# Sally Jacobsohn
Sally Jacobsohn (* 9. November 1876 in Schönlanke, Kreis Czarnikau; † 26. September 1942 im Vernichtungslager Treblinka) war ein deutscher Jurist.

## Leben und Tätigkeit

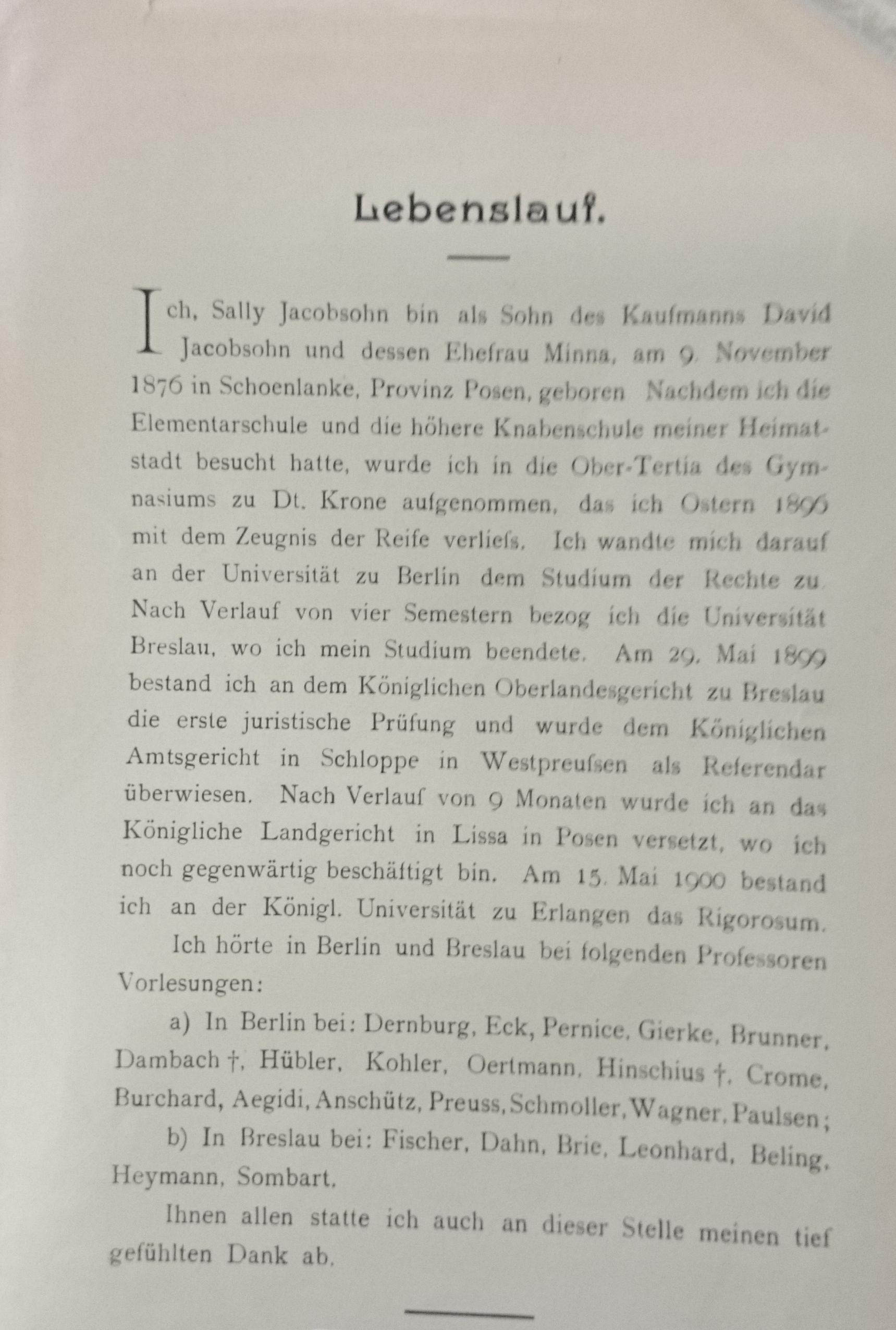
Sally Jacobsohns Lebenslauf

Jacobsohn war ein Sohn des Kaufmanns David Jacobsohn und seiner Ehefrau Minna. Nach dem Besuch der Elementarschule und einer höheren Knabenschule in Schönlanke trat er in die Ober-Tertia des Gymnasiums zu Deutsch Krone ein, das er zu Ostern 1896 mit dem Abitur verließ.
Anschließend studierte Jacobsohn vier Semester Rechtswissenschaften an der Universität Berlin. Im Wintersemester 1898/1899 wechselte er an die Universität Breslau, wo er sein Studium abschloss. Zu seinen Lehrern gehörten Dernburg, Eck, Alfred Pernice, Gierke, Brunner, Dambach, Hübler, Kohler, Oertmann, Paul Hinschius, Carl Crome, Burchard, Ludwig Aegidi, Gerhard Anschütz, Hugo Preuß, Gustav von Schmoller, Wagner und Paulsen (Berlin) sowie Fischer, Dahn, Siegfried Brie, Leonhard, Beltin, Heymann und Werner Sombart (Breslau). 
Am 29. Mai 1899 bestand Jacobsohn die erste juristische Staatsprüfung am Königlichen Oberlandesgericht zu Breslau. Sodann wurde er dem Königlichen Amtsgericht in Schloppe in Westpreußen als Referendar überwiesen. Nach neun Monaten wechselte er zur Fortsetzung seines juristischen Vorbereitungsdienstes an das Königliche Landgericht in Lissa in Posen.
Am 15. Mai 1900 (Datum des Rigorosums) wurde Jacobsohn an der Universität Erlangen mit einer Arbeit über das Rücktrittsrecht des Gläubigers im mora debitoris zum Dr. jur. promoviert. Später ließ Jacobsohn sich als Rechtsanwalt und Notar im schlesischen Glogau nieder, wo er eine Kanzlei mit der Adresse Preußische Straße 1/2 führte.
Bekanntheit erlangte Jacobsohn im Sommer 1934, als er im Zuge der Röhm-Affäre von Angehörigen der SS in Glogau überfallen und brutal misshandelt wurde: Am Nachmittag dieses Tages drang ein SS-Trupp, dem u. a. der Hauptsturmführer Herbert Bischoff angehörte, in Jacobsohns Wohnung in Glogau ein. Dabei wurde er derart mit Gummiknüppeln misshandelt, dass er in einem Krankenhaus behandelt werden musste. Hintergrund des Anschlages auf Jacobsohn war, dass dieser die Ehefrau eines der beteiligten SS-Männer in einem Ehescheidungsverfahren vertreten hatte.
Da zur selben Zeit fünf weitere jüdische Personen in Schlesien erschossen wurden, verbreitete sich die inkorrekte Nachricht, dass auch Jacobsohn von der SS ermordet worden sei. Verschiedene ausländische Presseberichte nannten Jacobsohn in der Folge als eine der im Verlauf der Säuberungswelle umgebrachten Personen. Auch das kommunistische Weißbuch über die Erschießungen des 30. Juni listete Jacobsohn als ein Opfer der Aktion auf. Zum Teil wurde sein Überleben in der ausländischen Presse korrekt herausgestellt: So teilte das Pariser Tageblatt in dem Artikel "Pogrome in Schlesien am 30. Juni" vom 12. Juli 1934 seinen Lesern unter Berufung auf einen Artikel in der Basler National-Zeitung mit, dass Jacobsohn am 30. Juni in seiner Wohnung von zwei SS-Leuten mit Gummiknüppeln niedergeschlagen worden sei und schwer krank darniederliege.
Im Zuge der sich sukzessive verschärfenden Verfolgung und Zurücksetzung jüdischer Personen unter den Nationalsozialisten wurde Jacobsohn durch Bekanntmachung vom 2. Januar 1941 die deutsche Staatsangehörigkeit entzogen (Liste 215). Durch eine Bekanntmachung vom 23. April 1942 folgte die Entziehung seines Doktorgrades.
Zuletzt war Jacobsohn in Berlin-Charlottenburg, Giesebrechtstraße 16 wohnhaft.
Am 17. August 1942 wurde Jacobsohn von Berlin aus in das Ghetto Theresienstadt deportiert. Von dort wurde er in das Vernichtungslager Treblinka überführt, wo er am 26. September 1942 eintraf und altersbedingt wahrscheinlich noch am selben Tag umgebracht wurde.
Nach dem Zweiten Weltkrieg wurde Herbert Bischoff wegen seiner Beteiligung an dem Angriff auf Jacobsohn im Juni 1934 in einem Verfahren von 1951 zu einem Jahr und fünf Monaten Gefängnis verurteilt. In einem sich anschließenden Verfahren wurde Bischoff dann 1952 wegen der am selben Tag wie der Angriff auf Jacobsohn erfolgten Ermordung des Arztes Erich Lindemann vom Schwurgericht Kassel zu lebenslangem Zuchthaus verurteilt.

## Schriften
- Rücktrittsrecht des Gläubigers im mora debitoris, Erlangen 1900. (Dissertation)